# Vicente Dasí Lluesma
Vicente Dasí Lluesma (n. en Bétera, Valencia), marqués de Dos Aguas, fue un político español de ideología conservadora con cargo en el Ayuntamiento de Valencia, donde desempeñaría funciones de carácter provincial. Fue designado senador por la provincia de Valencia. En 1864 fue homenajeado por el general Narváez, jefe de Gobierno durante el reinado de Isabel II con la designación de senador vitalicio por los servicios prestados a su país. Sin embargo, en 1868 se produjo un movimiento revolucionario que acabó con el reinado de Isabel II y con el cese de Lluesma en su cargo. En consecuencia, tuvo que exiliarse a Francia junto con su familia a primeros de 1869. Dos años después se trasladaría a Italia donde residió hasta 1873, año en el que regresó a España tras la Restauración Borbónica fijando su residencia en Madrid. Contrajo matrimonio con Carmen Puigmoltó y Mayans, hermana de Enrique Puigmoltó y Mayans, conde de Torrefiel.